# ميخائيل جورمان
ميخائيل جورمان (بالإنجليزية: Michael Gorman) هو عازف كمان ‏ أيرلندي، ولد في 1895، وتوفي في 1970.